# Philipp Lichti
Philipp Lichti (* 5. Juli 1881 in Au; † 5. November 1958 in Herrlehof) war ein deutscher Landwirt, Politiker und bayerischer Senator.

## Leben
Lichti besuchte die Volksschule in Au und die Landwirtschaftsschule in Landsberg am Lech. Den Beruf des Landwirts erlernte er auf elterlichen Betrieben, nämlich dem Haniel'schen Gut in Haimhausen und dem Gut Ellgau. Dazu war er Praktikant und Verwalter in verschiedenen Betrieben. 1908 pachtete er das elterliche Gut Herrlehof, das er 1918 kaufte und zum Saatzuchtbetrieb ausbaute. Der Ökonomierat wurde 1946 Sonderbeauftragter der bayerischen Staatsregierung für Ernährungsfragen in Schwaben. Bis 1933 saß er im deutschen Landwirtschaftsrat in Berlin, im Präsidium der Landesbauernkammer und im Aufsichtsrat der Norddeutschen Hagelversicherung, war zweiter Vorsitzender der Kreisbauernkammer und erster Vorsitzender des Verbandes Bayerischer Zuckerrübenanbauer.
Nach Kriegsende war Lichti Mitbegründer des BBV und von 1945 bis 1957 deren Präsident im Bezirksverband Schwaben, ferner saß er im Präsidium des BBV, war stellvertretender Vorsitzender des Bayerischen Raiffeisen-Verbandes und Vorsitzender der Aufsichtsräte der Bayerischen Raiffeisen-Zentralkasse, der Baywa und des Genossenschaftlichen Beirats. 1946 gehörte Lichti dem beratenden Landesausschuss, dem Vorparlament an. Ende 1953 wurde er in den Bayerischen Senat gewählt. Das Mandat führte er knapp fünf Jahre lang aus, er legte es rund zwei Monate vor seinem Tod nieder.

## Ehrungen
- 1952: Verdienstkreuz (Steckkreuz) der Bundesrepublik Deutschland